# فتيات القوة (مسلسل تلفزيوني 2016)
فتيات القوة (بالإنجليزية: The Powerpuff Girls)‏ مسلسل رسوم متحركة أمريكي من إنتاج كرتون نتورك ستوديوز بدأ عرضه في 04 أبريل 2016 على قناة كرتون نتورك (الولايات المتحدة) ومن ثم عرض على باقي قنوات كرتون نتورك العالمية ومن بينها كرتون نتورك بالعربية.

## القصة
يتحدث عن عودة الفتيات الثلاث الصغيرات المدافعات عن مدينة تونزفايل الأمريكية واستمرارهن بمحاربة الشر بعد 11 سنة من الغياب

## الإنتاج

بلوسوم وبابلز وباتركاب كما يظهرن في المسلسل الجديد.

أعلنت كرتون نتورك في 16 يونيو 2014، أنهم تلقوا فتيات القوة في مسلسل جديد، الذي أنتج من قبل كرتون نتورك ستوديوز.

## الأصوات العربية
- رانيا مروة - بلوسوم (الصوت الأول)
- جمانة الزنجي - بلوسوم (الصوت الثاني)
- جيهان الملا - بابلز
- رنا الرفاعي - باتركاب
- حسن المصري - التعليق
- أسمهان بيطار - أميرة (الصوت الأول)، آنسة كين
- زينة ضاهر - أميرة (الصوت الثاني)
- خالد السيد - موجو
- شربل أيوب - بروفسور
- ابراهيم ماضي
- شادي شمص
- ناجي شامل - العمدة
- فادي الرفاعي
- جيل يوسف
- نانسي عجرم في دور بلس.[2]
- إيمان البيطار

## وصلات خارجية
- فتيات القوة (2016) في قاعدة بيانات الرسوم المتحركة الكبيرة
- فتيات القوة (مسلسل تلفزيوني 2016) على موقع IMDb (الإنجليزية)
- فتيات القوة (مسلسل تلفزيوني 2016) على موقع روتن توميتوز (الإنجليزية)
- فتيات القوة (مسلسل تلفزيوني 2016) على موقع نتفليكس (الإنجليزية)
- فتيات القوة (مسلسل تلفزيوني 2016) على موقع فيلمافينيتي (الإسبانية)
- فتيات القوة (مسلسل تلفزيوني 2016) على موقع كينوبويسك (الروسية)
- فتيات القوة (مسلسل تلفزيوني 2016) على موقع ألو سيني (الفرنسية)
- فتيات القوة (مسلسل تلفزيوني 2016) على موقع قاعدة بيانات الفيلم (الإنجليزية)